# Diplopanax stachyanthus
Espèce
Statut de conservation UICN

 VU A1c : Vulnérable
Diplopanax stachyanthus est une espèce de plantes de la famille des Nyssaceae.

## Publication originale
- Sinensia 3(8): 197–198. 1933.